# Independencia (Chapare)
Independencia es una localidad boliviana perteneciente al municipio de Villa Tunari, ubicado en la provincia del Chapare del departamento de Cochabamba. En cuanto a distancia, Independencia se encuentra a 260 km de la ciudad de Cochabamba, la capital departamental, y a 91 km de Villa Tunari.  
Según el último censo de 2012 realizado por el Instituto Nacional de Estadística de Bolivia (INE), la localidad cuenta con una población de 864 habitantes y está situada a 259 metros sobre el nivel del mar.

## Demografía
La población de la localidad ha aumentado solo ligeramente en las últimas dos décadas:
| Año  | Población | Fuente                  |
| ---- | --------- | ----------------------- |
| 1992 | 378       | Censo boliviano de 1992 |
| 2001 | 590       | Censo boliviano de 2001 |
| 2012 | 864       | Censo boliviano de 2012 |